# Рахметово
Рахме́тово (баш. Рәхмәт) — деревня в Абзелиловском районе Республики Башкортостан России, входит в состав  Баимовского сельсовета.

## Географическое положение
Расстояние до:
- районного центра (Аскарово): 79 км,
- центра сельсовета (Баимово): 12 км,
- ближайшей железнодорожной станции (Ташбулатово): 12 км.

## Население
| 1968 | 2002 | 2009 | 2010 |
| ---- | ---- | ---- | ---- |
| 285  | ↗353 | ↗367 | ↘341 |

Национальный состав
Согласно переписи 2002 года, преобладающая национальность — башкиры (99 %).

## Религия
В деревне есть мечеть.

## Известные уроженцы
- Хисамитдинова, Фирдаус Гильмитдиновна (1 января 1950—16 октября 2023) — советский и российский лингвист. Доктор филологических наук.